# Llista de Creus de Sant Jordi/1992/Persones

#### Persones
Informació actualitzada per un bot. Els canvis manuals es perdran quan s'actualitzi!
| Persona                              | Wikidata  | Descripció                                                                          | Ocupació | Imatge |
| ------------------------------------ | --------- | ----------------------------------------------------------------------------------- | --- | ------ |
| Viviane Reding                       | Q235866   | política luxemburguesa                                                              | polític periodista |        |
| Arnau Puig i Grau                    | Q618470   | Crític i sociòleg de l'art català                                                   | crític d'art catedràtic sociòleg |        |
| Martí de Riquer i Morera             | Q726995   | comte, escriptor i filòleg català                                                   | escriptor erudit clàssic lingüista filòleg polític historiador de la literatura editor professor d'universitat romanista voluntari requeté |        |
| Francesc Català i Roca               | Q955980   | fotògraf català                                                                     | fotògraf |        |
| Miquel Porter i Moix                 | Q1937828  | historiador, catedràtic universitari, crític cinematogràfic i divulgador del cinema | escriptor historiador crític de cinema professor d'universitat polític cantant sindicalista                                                |        |
| Emili Teixidor i Viladecàs           | Q2373054  | escriptor català                                                                    | escriptor guionista periodista pedagog professor d'educació secundària                                                                     |        |
| Michel Meslin                        | Q2387645  | escriptor francès                                                                   | historiador professor d'universitat |        |
| Jordi Barre                          | Q3183739  | cantant català                                                                      | cantant compositor cantautor |        |
| Teresa Rebull                        | Q3384297  | activista política, cantautora i pintora catalana                                   | cantant obrer funcionari infermer |        |
| Jesús Serra i Santamans              | Q5559976  |                                                                                     | empresari |        |
| Jordi Carbonell i Tries              | Q9012662  | escriptor nordcatalà                                                                | escriptor militar |        |
| Josep Faulí i Olivella               | Q9013119  | periodista, escriptor, professor i crític literari català                           | periodista escriptor crític literari professor d'universitat                                                                               |        |
| Joan Ferràndiz i Castells            | Q9015500  |                                                                                     | il·lustrador escriptor escultor pintor escriptor de literatura infantil                                                                    |        |
| Pau Barceló i Faix                   | Q9056979  | fotògraf espanyol                                                                   | fotògraf |        |
| Xavier Corberó i Olivella            | Q9096553  | escultor català                                                                     | escultor arquitecte |        |
| Pere Ribera i Ferran                 | Q11698907 | pedagog espanyol                                                                    | pedagog |        |
| Albert Sans i Arís                   | Q11904792 | coreògraf català                                                                    | coreògraf |        |
| Amadeu Fontanet i Clec               | Q11905233 | pintor espanyol                                                                     | pintor |        |
| Antoni Batllori i Jofré              | Q11905793 | dibuixant i il·lustrador català, pare de Toni Batllori                              | autor de còmic il·lustrador |        |
| Antoni Maria Muntañola i Tey         | Q11905882 | advocat, jurista i professor universitari                                           | jurista advocat |        |
| Casimir Martí i Martí                | Q11912940 | historiador i sacerdot català                                                       | historiador sacerdot catòlic professor d'universitat                                                                                       |        |
| David Cardús i Pascual               | Q11916674 | metge català                                                                        | metge matemàtic |        |
| Emília Xargay i Pagès                | Q11919228 | pintora i escultora catalana                                                        | pintor escultor ceramista |        |
| Enric Casassas i Simó                | Q11919296 | químic català                                                                       | químic |        |
| Enric Ras i Oliva                    | Q11919348 |                                                                                     | enginyer elèctric professor d'universitat                                                                                                  |        |
| Genoveva Masip i Torner              | Q11923966 |                                                                                     | monja |        |
| Joan Tena i Aran                     | Q11927956 | coreògraf i professor de dansa català                                               | coreògraf |        |
| Joan Torrent i Fàbregas              | Q11927960 | historiador i biògraf català                                                        | historiador biògraf |        |
| Josep Còdol i Margarit               | Q11928543 |                                                                                     | |        |
| Lluís Montané i Mollfulleda          | Q11933646 | escultor català                                                                     | escultor pintor |        |
| Manuel de Muga i Toset               | Q11935036 | editor de llibres d'art i d'obra gràfica                                            | editor |        |
| Montserrat Trueta i Llacuna          | Q11937541 | activista social catalana                                                           | activista social |        |
| Maria Antònia Besora i Soler         | Q16177447 |                                                                                     | activista cultural |        |
| Maria del Carme Bustamante i Serrano | Q16543564 | cantant espanyola                                                                   | cantant pedagog |        |
| Josep Tremoleda i Roca               | Q16946137 | escriptor i promotor cultural català, cofundador de Cavall Fort                     | escriptor activista cultural |        |
| Maria Vilardell i Viñas              | Q19301113 |                                                                                     | pianista Musikpromotion |        |